# Джульяно Раццолі
Джульяно Раццолі (* 18 грудня 1984, Кастельново-не'-Монті, провінція Реджо-Емілія, Італія) — італійський гірськолижник, олімпійський чемпіон.
Раццолі розпочав виступи на етапах Кубка світу в сезоні 2005/2006. Його улюблена дисципліна спеціальний слалом, в якому він тричі піднімався на подіум, одного разу, 6 січня 2010, вигравши етап у Загребі. Найбільший успіх прийшов до спортсмена в олімпійському Вістлері, де він виграв золоту олімпійську медаль і звання олімпійського чемпіона. Ця перемога відбулася через 22 роки після останнього успіху італійців у слаломі на Олімпійських іграх, коли чемпіоном був Альберто Томба.